# Громов, Виктор Николаевич
Ви́ктор Никола́евич Гро́мов (род. 30 апреля 1946 года) — российский специалист по натяжке теннисных ракеток (стрингер), победитель Всесоюзного конкурса мастеров по натяжке ракеток в 1991 году и Всероссийского конкурса стрингеров в 1998 году, изобретатель. Согласно официальному сайту Федерации тенниса России, является «лучшим стрингером России». 
Является автором нескольких изобретений, в том числе уникального устройства для предварительной натяжки теннисных струн. В 1992 году разработал и создал первый в России электронный станок для натяжки струн. Много лет посвятил изучению и систематизации характеристик теннисных ракеток и струн, создал таблицы классификации струн и ракеток, позволяющие объективно и быстро сравнивать изделия различных фирм и конструкций. Автор нескольких десятков статей о теннисном инвентаре, его новинках, особенностях, разнообразии, методах правильного выбора и подготовки к игре.
Более 20 лет работает на обслуживании международных теннисных турниров. С 1991 года является официальным стрингером Кубка Кремля, где его услугами пользовались многие ведущие игроки мирового тенниса. 
Неоднократный участник телевизионных передач, посвящённых теннису. С 1995 года менеджер, а затем генеральный директор спортивного магазина «Высшая Лига» в Москве. https://ligatennis.ru